# Rijksarchief te Hasselt

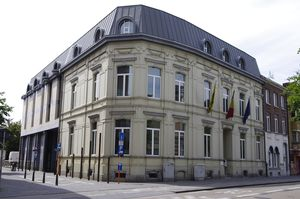
Rijksarchief te Hasselt, aan de Bampslaan.

Het Rijksarchief te Hasselt is een van de twintig archiefdiensten van het Rijksarchief. 
Het Rijksarchief te Hasselt bevindt zich aan de Bampslaan 4 te Hasselt, de hoofdstad van de Belgische provincie Limburg.
Het Rijksarchief heeft sedert 1869 een vestiging te Hasselt. Het huist sinds 1908 te Hasselt in een gebouw aan de Bampslaan. Dat werd in 1865-1870 gebouwd en in 1904 door de Belgische Staat gekocht.

## Welk archief wordt er bewaard?
Het Rijksarchief te Hasselt bewaart archief dat werd gevormd op het grondgebied van de gerechtelijke arrondissementen Hasselt en Tongeren (Limburg) of op plaatsen die op een bepaald ogenblik in de geschiedenis tot dit grondgebied behoorden. 
Studenten, vorsers, amateurgenealogen of -historici kunnen in het Rijksarchief een zeer breed gamma aan documenten raadplegen, natuurlijk altijd met inachtneming van de wettelijke bepalingen in verband met de bescherming van de persoonlijke levenssfeer. 
- archief van centrale hoven en rechtbanken uit het ancien régime.
- archief van de schepenbanken.
- archief van plaatselijke overheidsinstellingen uit het ancien régime: graafschap Rekkem (1483-1810), heerlijkheden Beringen, Binderveld, Bovelingen, schepenbanken, feodale hoven, enz.
- archief van het arrondissement Maastricht en het departement Nedermaas (1794-1814), archief van provinciale besturen: militaire registers (1839-1995), provinciale commissie voor de studiebeurzen (16e-20e eeuw), enz.

- archief van het adjunct-arrondissementscommissariaat van Voeren.
- gemeentearchief.
- notarisarchief van Limburg.
- parochieregisters.
- registers van de burgerlijke stand.
- kerkelijk archief: procesdossiers van de aartsdiaken van Haspengouw (1600-1800), archief van de kapittels Aldeneik, Borgloon, Kortessem, Maaseik, Schulen, Sint-Truiden; de abdijen van Sint-Truiden, Herkenrode, het augustijnenklooster van Bree, de begijnhoven van Hasselt, Bilzen, Maaseik, Sint-Truiden; kerkfabrieken, armentafels, enz.
- archief van families die een vooraanstaande maatschappelijke rol hebben gespeeld: Briers, de Laminne de Bex, enz.
- bedrijfsarchief: steenkoolmijnen van Waterschei, Beringen, Zolder, melkfabriek Sint-Antonius (Sint-Truiden), stroopfabriek Meekers (Borgloon), enz.
- archief van verenigingen.
- microfilms en digitale dragers.
- enz.

In 2008 verscheen een gids over het archief te Hasselt waarin ook de archiefverzamelingen over de stad Hasselt aan bod komen.